# プラウベル
プラウベル（Plaubel ）は
1. ドイツにかつて存在した卸売会社、光学機器メーカー
2. 1を買収したドイ・インターナショナルがカメラを製造する上で使用したブランド

である。
1902年にヒューゴ・シュラーダー（Hugo Schrader ）によってレンズメーカーとして創業された。ヒューゴ・シュラーダーはカメラヴェルク・ドクトル・クリューゲナーの創業者ルドルフ・クリューゲナー（Rudolf Kruegener 、1847年12月8日-1913年9月22日）の義理の息子である。1910年にカメラ製造に参入、1911年には写真乾板を使用するクラップカメラマキナで成功を収め、ロールフィルム化を経て1960年頃まで販売した。この時期のマキナはミノルタ（現コニカミノルタ）のミノルタプレス、オートプレスミノルタの原型になったことでも知られている。第二次世界大戦後はビューカメラを主力とした。
レンズのブランドはコマーやマキナーがある。
製品の詳細についてはプラウベルのカメラ製品一覧#ドイツ時代の製品を参照のこと。

## 日本で再興
プラウベルはその後ヒューゴの息子ゲッツ・シュラーダー（Goetz Schrader 、1907年-）が業務を継いでいたが、彼が年老いた上、会社自体のカメラ生産継続が難しくなったため、1975年4月にドイ・インターナショナルに売却された。
ドイ・インターナショナルの社長であった土居君雄はカメラ販売店「カメラのドイ」を成功させた経営者であり、カメラコレクターとしても知られていた。
ドイ・インターナショナル傘下での最初のカメラ候補として、プラウベル側がマキネッテ67を試作し1976年のフォトキナにも展示されたが、土居はこれに満足せず、設計を小西六（後のコニカ、現コニカミノルタ）に委託することとなり、内田康男がプラウベルマキナ67を設計した。これは当時小西六社長であった冨岡弘と土居が友人だったからであるが、土居はレンズにニッコールを使用することは譲らなかったという。
プラウベルマキナ67は1978年9月にフォトキナで発表され、1979年発売となった。
畳めば非常に小型になる上1250gと軽量であり、蛇腹を使用したため内面反射が少なく、ニッコールの優秀な描写により一定の地位を得た。特に写真家の荒木経惟が愛用したことがよく知られている。
製造は当初、小西六の関連会社であるコパルコーオンが担当したが、生産トラブルが頻発したため、マミヤ光機（現マミヤ・オーピー）の社長だった石田外男から中判カメラ製造設備集約の提案があり、1981年6月に製造委託先をマミヤ光機に変更した。しかし1984年3月にマミヤが倒産、これに巻き込まれる形で1987年に製造中止した。
製品の詳細についてはプラウベルのカメラ製品一覧#日本時代の製品を参照のこと。